# نورمان مورر
نورمان مورر (بالإنجليزية: Norman Maurer)‏ هو منتج أفلام وكاتب ومخرج أمريكي، ولد في 13 مايو 1926 في نيويورك في الولايات المتحدة، وتوفي في 23 نوفمبر 1986 في لوس أنجلوس في الولايات المتحدة بسبب سرطان.

## وصلات خارجية
- نورمان مورر على موقع IMDb (الإنجليزية)
- نورمان مورر على موقع ألو سيني (الفرنسية)
- نورمان مورر على موقع أول موفي (الإنجليزية)
- نورمان مورر على موقع قاعدة بيانات الأفلام السويدية (السويدية)
- نورمان مورر على موقع قاعدة بيانات الفيلم (الإنجليزية)
- نورمان مورر على موقع كينوبويسك (الروسية)